# この世で俺/僕だけ
『ドラマスペシャル「この世で俺/僕だけ」』（このよでおれぼくだけ）は、2013年3月31日の14:00 - 16:00（JST）に、BSジャパンで放送されたテレビドラマの特別番組である。主演はマキタスポーツ、池松壮亮。2015年1月31日には映画として公開された。

## あらすじ
パンクな魂を秘め、かつてはバンドマンだったしがない中年サラリーマン・伊藤博と、警察官である親への屈折した思いを募らせる不良高校生・黒田甲賀。何の接点もなかった2人だが、あるとき伊藤がコンビニに停めてあった車を奪い逃走。それを目撃し何かに突き動かされるように甲賀はバイクで伊藤の運転する車を追いかけ捕まえると、なんと車の後部座席には赤ん坊が乗せられていた。赤ん坊は街の再開発に反対する政治家の子どもで、2人は街の利権やヤクザの絡んだ偽装誘拐事件に巻き込まれ、逃避行を余儀なくされる。

## 出演
- 伊藤 博 - マキタスポーツ： ちばらき損保課長。離婚歴ありの48歳。若い頃はバンドマンで今でも「弾丸アームストロング」という曲が胸に鳴り響く。
- 黒田甲賀 - 池松壮亮： 不良高校生。18歳。警察官である父に屈折した思いを抱えている。
- 犬養とおる - 佐野史郎： ちばらき市長。再開発推進派で市民から反発を受けている。
- 大隈泰三 - 野間口徹： ちばらき市議会議員。再開発反対派として市長選に立候補。38歳。
- 浜口 - デビット伊東： 犬養市長の息がかかった地上げ屋。
- 山本登志男 - 高橋努： 浜口の手下。
- 寺内智美 - 千葉雅子： 高校教師。
- 松方英毅 - 菊田大輔： 不良高校生。
- 桂尚人 - ガンビーノ小林： 不良高校生。
- 山縣明 - 駒木根隆介： 不良高校生。
- 若槻カヲリ - 南明奈： 占いアイドル。朝の情報番組の占いコーナーを担当。
- 原大輔 - 鈴木拓： 伊藤の部下で理解者。お人好しの伊藤を気遣う。
- 黒田の父 - 羽場裕一： 刑事。犬養市長のおかげで出世。息子との関係はぎくしゃくしている。
- 刑事部長 - 矢島健一： 犬養市長の息がかかっている。

## スタッフ
- 脚本：松瀬研祐
- 監督：月川翔
- プロデューサー：白水聡一郎、筒井龍平、梶原富治
- 撮影：木村信也
- 照明：尾下栄治
- 録音：山口満大
- 美術：須坂文昭
- 衣裳：眞鍋和子
- ヘアメイク：内城千栄子、百瀬広美
- 音楽：ゲイリー芦屋
- 助監督：木ノ本浩平
- 制作担当：田村豊
- ラインプロデューサー：安丸徹
- 製作：ROBOT
- 企画：博報堂DYメディアパートナーズ、トリクスタ